# Krajská soutěž – Prešov 1951
Krajská soutěž – Prešov 1951 byla po zrušení Celostátního československého mistrovství II jednou z 21 skupin 2. nejvyšší fotbalové soutěže v Československu. V soutěži se utkalo 10 týmů každý s každým dvoukolovým systémem jaro-podzim. 

## Konečná tabulka
| Poř. | Tým                  | Z  | V  | R | P  | VG | OG | B  |
| ---- | -------------------- | -- | -- | - | -- | -- | -- | -- |
| 1.   | KP Michalovce        | 18 | 17 | 0 | 1  | 83 | 17 | 34 |
| 2.   | ČSSZ HAC Humenné     | 18 | 11 | 4 | 3  | 50 | 21 | 26 |
| 3.   | DK Vranov nad Topľou | 18 | 8  | 5 | 5  | 38 | 24 | 21 |
| 4.   | KCS Stropkov         | 18 | 9  | 2 | 7  | 35 | 28 | 20 |
| 5.   | RSD Sobrance         | 18 | 7  | 6 | 5  | 27 | 26 | 20 |
| 6.   | DK Stará Ľubovňa     | 18 | 8  | 2 | 8  | 24 | 28 | 18 |
| 7.   | DK Snina             | 18 | 6  | 1 | 11 | 27 | 63 | 13 |
| 8.   | OZ Prešov            | 18 | 4  | 3 | 11 | 13 | 45 | 11 |
| 9.   | JRD Veľké Kapušany   | 18 | 3  | 3 | 12 | 13 | 45 | 9  |
| 10.  | ČSSZ Bardejov        | 18 | 3  | 2 | 13 | 27 | 42 | 8  |

Poznámky:
- Z = Odehrané zápasy; V = Vítězství; R = Remízy; P = Prohry; VG = Vstřelené góly; OG = Obdržené góly; B = Body;